# 韓 (恆星)
摩羯座35，又名BD-21 6020，HD 204139、SAO 190349、HR 8207，是摩羯座的一颗恒星，视星等为5.78，位于銀經28.63，銀緯-43.36，其B1900.0坐标为赤經21h 21m 34.7s，赤緯-21° -43.36′ 43″。